# Fortanier de Vassal
Fortanier de Vassal, o Vassalli (Vaillac, 1295 circa – Pavia, 16 ottobre 1361), è stato un cardinale e patriarca cattolico francese.

## Biografia
Ministro generale dell'Ordine francescano, fu eletto arcivescovo di Ravenna. Fu nominato poi patriarca di Grado. Creato cardinale da papa Innocenzo VI, morì di epidemia a Pavia prima di ricevere l'investitura e il titolo.